# Patto Hoare-Laval
Il patto Hoare-Laval era un piano, risalente al dicembre 1935, preparato dal  segretario di Stato per gli affari esteri e del Commonwealth Samuel Hoare e dal primo ministro francese Pierre Laval per la spartizione dell'Etiopia. Tale accordo puntava a soddisfare in parte le richieste italiane di rendere la nazione indipendente di Abissinia una colonia italiana, con l'intento di fermare la guerra in atto. Esso consisteva in una proposta congiunta di Francia e Gran Bretagna da presentarsi alla Società delle Nazioni.

## Sintesi della proposta
Stando al patto, l'Italia fascista avrebbe ottenuto le province dell'Ogaden e del Tigrai ed una influenza economica su tutta la parte meridionale d'Etiopia, mentre quest'ultima avrebbe ottenuto uno sbocco sul mare, in corrispondenza del porto di Assab.
In quel frangente Regno Unito e Francia erano desiderose di ricompattare l'Italia nel fronte di Stresa, contro le ambizioni hitleriane. D'altro canto, Mussolini desiderava concludere la guerra in Abissinia, a causa dell'inefficienza del comando del maresciallo De Bono e dell'inattesa resistenza etiopica.
Mussolini si era aspettato che Francia e Gran Bretagna non avrebbero ostacolato la sua aggressione all'Abissinia quale riconoscimento di gratitudine per l'azione svolta l'anno precedente dall'Italia contro i tentativi della Germania di Hitler di annettere l'Austria.
Mussolini era pronto ad accettare l'accordo, ma attese alcuni giorni prima di rendere pubblica la propria adesione. Il piano fu scoperto e denunciato come un tradimento ai danni degli abissini da un quotidiano francese (13 dicembre 1935). Il governo britannico si dissociò dal piano e sia Hoare sia Laval furono costretti a dimettersi.

## La valutazione del mancato accordo
Gli storici differiscono sull'importanza del patto. A. J. P. Taylor sostiene che «… fu l'evento che uccise la Società delle Nazioni» e che questo patto «… fu un piano assennato, in linea con la precedente opera di conciliazione della Lega da Corfù alla Manciuria», che esso avrebbe «posto fine alla guerra, soddisfatto l'Italia lasciando all'Abissinia un territorio nazionale più facilmente praticabile» ma che «il buon senso che caratterizzava il piano fu, nelle circostanze di quei tempi, il suo esiziale difetto».
Lo storico militare Correlli Barnett sostenne che se l'Inghilterra si fosse alienata le simpatie italiane «… [l'Italia] sarebbe diventata un potenziale nemico dalle due parti della principale linea di comunicazioni dell'Impero [britannico] in un momento in cui esso era già sotto la minaccia di due potenziali nemici ai punti opposti di questa linea [la Germania ed il Giappone]. Se l'Italia, alla peggio, dovesse in futuro combattere una guerra come alleato della Germania o del Giappone o di entrambi, la Gran Bretagna sarebbe costretta ad abbandonare il Mar Mediterraneo per la prima volta dal 1798» Quindi, secondo Barnett, era «una sciocchezza molto pericolosa provocare l'Italia» a causa della debolezza militare e navale inglese e quindi il patto era un'opzione assennata.
Secondo Winston Churchill la reazione inglese a questa proposta, che lasciava all'Impero etiope i quattro quinti del proprio precedente territorio sotto la sua sovranità, fu del tutto emotiva, dando l'impressione di voler giustificare un sopruso compiuto da una nazione aderente alla Lega (l'Italia) contro un altro membro della medesima (l'Impero etiope) e per poco non costò la poltrona di primo ministro, guadagnata sull'onda di un grande successo elettorale, al conservatore Stanley Baldwin, il cui governo aveva già approvato il 9 dicembre 1935 l'accordo con Pierre Laval.